# 1917 aux Territoires du Nord-Ouest
Chronologie des Territoires du Nord-Ouest
- 1913
- 1914
- 1915
- 1916
- 1917
- 1918
- 1919
- 1920
- 1921

Cette page concerne des événements d'actualité qui se sont produits durant l'année 1917 dans le territoire canadien des Territoires du Nord-Ouest.

## Politique
- Premier ministre : Frederick D. White (Commissaire en gouvernement)
- Commissaire :
- Législature :